# Сантуш Силва, Америку Феррейра душ
Америку Феррейра душ Сантуш Силва (порт. Américo Ferreira dos Santos Silva; 20 января 1841, Порту, королевство Португалия — 21 января 1899, там же) — португальский кардинал. Епископ Порту с 26 июня 1871 по 21 января 1899. Кардинал-священник с 12 мая 1879, с титулом церкви Санти-Куаттро-Коронати с 27 февраля 1880.